# Erreur parfaite
Pour les articles homonymes, voir Deceptions (film, 1992).
Erreur Parfaite (Deceptions) est un téléfilm américain réalisé par Ruben Preuss et diffusé en 1990.

## Synopsis
Une enquête révèle qu'un homme a été tué par sa femme et l'amant de celle-ci pour encaisser la prime d'assurances. Mais cette dernière tente de s'en sortir en séduisant un des deux détectives, en couchant avec lui…

## Fiche technique
- Titre : Erreur Parfaite
- Titre original : Deception
- Réalisateur : Ruben Preus
- Durée : 144 min
- Pays : États-Unis

## Distribution
- Harry Hamiln : Nick Gentry
- Robert Davi : Jack "Hartley" Kessler
- Nicollette Sheridan : Adrien Erickson